# Giro del Lazio 1977
Il Giro del Lazio 1977, quarantatreesima edizione della corsa, si svolse il 20 settembre 1977. La vittoria fu appannaggio dell'italiano Francesco Moser, il quale precedette i connazionali Felice Gimondi e Giuseppe Saronni.

## Ordine d'arrivo (Top 10)
| Pos. | Corridore                | Squadra            | Tempo |
| ---- | ------------------------ | ------------------ | ----- |
| 1    | Francesco Moser          | Sanson-Campagnolo  |       |
| 2    | Felice Gimondi           | Bianchi-Campagnolo |       |
| 3    | Giuseppe Saronni         | Scic               |       |
| 4    | Franco Bitossi           | Vibor              |       |
| 5    | Gianbattista Baronchelli | Scic               |       |
| 6    | Walter Riccomi           | Scic               |       |
| 7    | Valerio Lualdi           | Sanson-Campagnolo  |       |
| 8    | Giuseppe Perletto        | Magniflex-Torpado  |       |
| 9    | Alfio Vandi              | Magniflex-Torpado  |       |
| 10   | Wladimiro Panizza        | Scic               |       |